# Municipio de Grant (condado de Mecosta)
El municipio de Grant (en inglés: Grant Township) es un municipio ubicado en el condado de Mecosta en el estado estadounidense de Míchigan. En el año 2010 tenía una población de 686 habitantes y una densidad poblacional de 7,79 personas por km².

## Geografía
El municipio de Grant se encuentra ubicado en las coordenadas 43°45′59″N 85°22′17″O / 43.76639, -85.37139. Según la Oficina del Censo de los Estados Unidos, el municipio tiene una superficie total de 88.11 km², de la cual 84,54 km² corresponden a tierra firme y (4,05 %) 3,57 km² es agua.

## Demografía
Según el censo de 2010, había 686 personas residiendo en el municipio de Grant. La densidad de población era de 7,79 hab./km². De los 686 habitantes, el municipio de Grant estaba compuesto por el 97,23 % blancos, el 0,44 % eran afroamericanos, el 0,44 % eran amerindios, el 0,15 % eran asiáticos, el 0,29 % eran de otras razas y el 1,46 % eran de una mezcla de razas. Del total de la población el 0,44 % eran hispanos o latinos de cualquier raza.